# Univerza v Edinburgu
Univerza v Edinburgu (angleško University of Edinburgh) je javna univerza s sedežem v mestu Edinburg na Škotskem. Ustanovljena je bila leta 1582 z odlokom kralja Jakoba VI., s čimer je šesta najstarejša univerza na Britanskem otočju. Velja za eno najuglednejših univerz na svetu in se redno uvršča med 25 najboljših svetovnih univerz.
Med slavnimi nekdanjimi študenti univerze so naravoslovec Charles Darwin, ekonomist Adam Smith, izumitelj Alexander Graham Bell, kemik Daniel Rutherford, pisatelj Sir Arthur Conan Doyle, filozof David Hume, geolog James Hutton in mnogi drugi.

## Zgodovina

### Zgodnja zgodovina
Leta 1557 je škof Robert Reid iz stolnice St Magnus na Orkneyjskih otokih sestavil oporoko, ki je vsebovala dotacijo v višini 8000 merkov za izgradnjo fakultete v Edinburgu. Nenavadno za njegov čas je Reidova vizija vključevala poučevanje retorike in poezije poleg bolj tradicionalnih predmetov, kot je filozofija. Vendar je bila zapuščina odložena za več kot 25 let zaradi verske revolucije, ki je privedla do reformacijskega parlamenta leta 1560. Načrti so bili oživljeni v poznih 1570-ih s prizadevanji mestnega sveta Edinburga, prvega ministra Edinburga Jamesa Lawsona in lorda provosta Williama Littla. Ko Reidovi potomci niso bili pripravljeni izplačati vsote, je mestni svet poslal peticijo kralju Jakobu VI. in njegovemu tajnemu svetu. Kralj je sklenil denarni kompromis in 14. aprila 1582 podelil kraljevo listino, s katero je mestni svet pooblastil, da ustanovi visokošolsko šolo. Visoka šola, ki so jo ustanovile posvetne oblasti, je bila v novi prezbiterski Škotski brez primere, saj so bile vse prejšnje škotske univerze ustanovljene s papeškimi bulami.
Univerza, imenovana Tounis College (mestna šola), je odprla svoja vrata študentom 14. oktobra 1583 z udeležbo od 80 do 90 študentov. Takrat je kolegij v glavnem pokrival svobodne umetnosti in bogoslovje. Poučevanje se je začelo pod vodstvom diplomanta univerze St Andrews, teologa Roberta Rollocka, ki je najprej služil kot regent, od leta 1586 pa kot ravnatelj kolidža. Sprva je bil Rollock edini inštruktor za študente prvega letnika in od njega se je pričakovalo, da bo poučeval 1583 vpisnikov vsa štiri leta njihove diplome pri vsakem predmetu. Prva skupina je končala študij leta 1587 in 47 študentov je diplomiralo (ali 'laureatalo') z magisterijem. Ko je kralj Jakob VI. leta 1617 obiskal Škotsko, je imel spor s profesorji fakultete, po katerem je odredil, da se mora odslej imenovati Kolidž [sic] kralja Jakoba. Univerza je bila znana tako kot Tounis College kot King James' College, dokler ni v 17. stoletju postopoma prevzela ime Univerza v Edinburgu.
Po odstavitvi kralja Jakoba II. in VII. med Slavno revolucijo leta 1688 je škotski parlament sprejel zakonodajo, namenjeno izkoreninjenju jakobitskih simpatizerjev med univerzitetnim osebjem. V Edinburgu je to vodilo do odpustitve ravnatelja Alexandra Monra ter več profesorjev in regentov po vladnem obisku leta 1690. Univerzo je kasneje vodil ravnatelj Gilbert Rule, eden od inkvizitorjev v odboru za obiske.

### 18. in 19. stoletje
»Zdaj ste na mestu, kjer so vam najboljši tečaji na svetu na dosegu roke ... Takšne priložnosti ne boste imeli nikoli več. Zato bi odločno zahteval, da svojemu bivanju v Edinborougu ne določite nobene druge omejitve, razen tiste, ki jo imate skozi ta celoten tečaj. Izpustitev katerega koli dela bo za vas nadloga in izguba, dokler boste živi.«

Thomas Jefferson, writing to his son-in-law Thomas Mann Randolph, Jr. in 1786.
Konec 17. in začetek 18. stoletja je zaznamoval boj za oblast med univerzo in mestnim svetom, ki je imel končno oblast nad imenovanjem osebja, učnimi načrti in izpiti. Po vrsti izzivov s strani univerze je konflikt dosegel vrhunec, ko je svet leta 1704 zasegel zapise fakultete. Odnosi so se le postopoma popravili v naslednjih 150 letih in utrpeli ponavljajoče se neuspehe.
Univerza se je razširila z ustanovitvijo pravne fakultete leta 1707, filozofske fakultete leta 1708 in medicinske fakultete leta 1726. Leta 1762 je prečastitega Hugha Blaira kralj Jurij III. Britanski imenoval za prvega profesorja retorike in leposlovja. Ta formalizira književnost kot predmet in označuje temelj oddelka za angleško književnost, zaradi česar je Edinburg postal najstarejše središče literarnega izobraževanja v Združenem kraljestvu.
V 18. stoletju je bila univerza središče škotskega razsvetljenstva. Ideje dobe razsvetljenstva so padle na posebno plodna tla v Edinburgu zaradi demokratičnega in posvetnega izvora univerze; njena organiziranost kot ena sama entiteta namesto ohlapno povezanih fakultet, kar je spodbujalo akademsko izmenjavo; njeno sprejetje prožnejšega nizozemskega modela profesorstva, namesto da bi skupine študentov poučeval en sam regent; in pomanjkanje zemljiških darov kot vira dohodka, kar je pomenilo, da je njena fakulteta delovala v bolj konkurenčnem okolju. Med letoma 1750 in 1800 je ta sistem ustvaril in pritegnil ključne osebnosti razsvetljenstva, kot so kemik Joseph Black, ekonomist Adam Smith, zgodovinar William Robertson, filozofa David Hume in Dugald Stewart, zdravnik William Cullen in zgodnji sociolog Adam Ferguson, od katerih so mnogi hkrati poučevali. Do ustanovitve Kraljeve družbe v Edinburgu leta 1783 je univerza veljala za eno najpomembnejših znanstvenih ustanov na svetu, in Voltaire je Edinburg poimenoval kot »valilnico genija«. Benjamin Franklin je verjel, da je imela univerza »niz resnično velikih mož, profesorjev več vej znanja, kot se jih je kdaj pojavilo v kateri koli dobi ali državi«. Thomas Jefferson je menil, da kar zadeva znanost, »nobeno mesto na svetu ne more konkurirati Edinburgu«.
Leta 1785 je Henry Dundas v spodnjem domu parlamenta predstavil zakon South Bridge Act; eden od ciljev predloga zakona je bil uporabiti Južni most kot lokacijo za univerzo, ki je od svoje ustanovitve obstajala v množici stavb. To mesto je arhitekt William Henry Playfair uporabil za gradnjo Old Collegea, prve stavbe univerze po meri, po načrtih Roberta Adama. V 18. stoletju je univerza razvila posebno moč pri poučevanju anatomije in razvoju kirurgije ter veljala za eno najboljših medicinskih šol v angleško govorečem svetu. Trupla, ki naj bi jih uporabili za seciranje, so skozi skrivni tunel prinesli v univerzitetno gledališče Anatomy Theater iz bližnje hiše (današnja študentska nastanitev College Wynd), ki sta jo uporabljala tudi morilca Burke in Hare za dostavo trupel svojih žrtev v dvajsetih letih 19. stoletja.
Edinburški nemiri s snežnimi kepami leta 1838, znani tudi kot »Wars of the Quadrangle«, so se zgodili, ko so se študentje Univerze v Edinburgu v »duhu neškodljive zabave« začeli s snežnimi kepami, preden je preraslo v dvodnevno »bitko« pri Old Kolegij z lokalnimi prebivalci Edinburga na južnem mostu, kar je privedlo do tega, da je lord provost poklical 79. polk z edinburškega gradu, da zaduši nemir. To je bilo kasneje ovekovečeno v 92-stranski šaljivi pripovedi študentov z naslovom The University Snowdrop in pozneje, leta 1853, v pokrajini angleškega umetnika Samuela Bougha.
Po 275 letih upravljanja s strani mestnega sveta je zakon o univerzah (Škotska) iz leta 1858 dal univerzi polno oblast nad lastnimi zadevami. Zakon je ustanovil vodstvene organe, vključno z univerzitetnim sodiščem in splošnim svetom, ter na novo opredelil vloge ključnih uradnikov, kot so kancler, rektor in ravnatelj.
Edinburška sedmerica je bila prva skupina študentk dodiplomskega študija na kateri koli britanski univerzi. Pod vodstvom Sophie Jex-Blake so leta 1869 začeli študirati medicino na univerzi v Edinburgu. Čeprav jim je univerza preprečila, da bi diplomirali in se kvalificirali za zdravnike, je njihova kampanja pritegnila nacionalno pozornost in pridobila veliko podpornikov, vključno s Charlesom Darwinom. Njihova prizadevanja so pravice žensk do visokošolskega izobraževanja postavile na nacionalno politično agendo, kar je sčasoma privedlo do zakonodaje, ki je leta 1889 ženskam dovoljevala študij na vseh škotskih univerzah. Univerza je ženskam omogočila diplomo iz medicine leta 1893. Leta 2015 so edinburško sedmerico obeležili s plaketo na univerzi, leta 2019 pa so jim posthumno podelili medicinske diplome.
Proti koncu 19. stoletja je Old College postajal prenatrpan. Po zapuščini sira Davida Baxterja je univerza resno začela načrtovati nove stavbe. Sir Robert Rowand Anderson je zmagal na javnem arhitekturnem natečaju in leta 1877 so mu naročili načrtovanje novih prostorov za Medicinsko fakulteto. Sprva je zasnova vključevala kampanilo in dvorano za izpit in maturo, vendar se je to zdelo preveč ambiciozno. Nova medicinska šola je bila odprta leta 1884, vendar je bila stavba dokončana šele leta 1888. Potem ko je leta 1894 sredstva doniral politik in pivovar William McEwan, je bila kljub vsemu zgrajena ločena stavba za diplomante, ki jo je prav tako zasnoval Anderson. Nastala McEwanova dvorana na trgu Bristo je bila predstavljena univerzi leta 1897.
Študentski predstavniški svet (SRC) je leta 1884 ustanovil študent Robert Fitzroy Bell. Leta 1889 je SRC glasoval za ustanovitev Edinburške univerzitetne unije (EUU), ki bo nameščena v Teviot Row House na Bristo Square. Športna zveza univerze Edinburg (EUSU) je bila ustanovljena leta 1866, zveza žensk univerze Edinburg (leta 1964 preimenovana v Chambers Street Union) pa oktobra 1905. SRC, EUU in Chambers Street Union so se 1. julija 1973 združili v Združenje študentov univerze Edinburg (EUSA).

### 20. stoletje
Med prvo svetovno vojno so stavbe znanosti in medicine trpele zaradi pomanjkanja popravil ali nadgradenj, kar se je poslabšalo zaradi priliva študentov po koncu vojne. Leta 1919 je univerza kupila zemljišče West Mains Farm na jugu mesta za razvoj novega satelitskega kampusa, specializiranega za znanost. 6. julija 1920 je kralj Jurij V. Britanski položil temelje prve nove stavbe (zdaj imenovane Joseph Black Building), v kateri je bil Oddelek za kemijo. Kampus so poimenovali King's Buildings v čast Jurija V.
New College on The Mound je bil prvotno odprt leta 1846 kot kolidž Svobodne cerkve Škotske, kasneje Združene svobodne cerkve Škotske. Od leta 1930 je dom Šole bogoslovja. Pred ponovno združitvijo Škotske cerkve leta 1929 so kandidati za službo v Združeni svobodni cerkvi študirali na New Collegeu, medtem ko so kandidati za škotsko cerkev študirali na fakulteti za bogoslovje univerze. Leta 1935 sta se ustanovi združili, vse operacije pa so se preselile na lokacijo New College v starem mestnem jedru. To je sprostilo Old College za Edinburgh Law School.
Poljska medicinska šola je bila ustanovljena leta 1941 kot akademska pobuda med vojno. Medtem ko je bila prvotno namenjena študentom in zdravnikom v poljskih oboroženih silah na Zahodu, je bilo dovoljeno, da se tečajev udeležijo tudi civilisti, ki so se poučevali v poljščini in so jim podelili poljske medicinske diplome. Ko je bila šola leta 1949 zaprta, je maturiralo 336 študentov, od tega jih je 227 diplomiralo z ekvivalentom MBChB, skupaj pa je doktoriralo 19 zdravnikov. Bronasta plošča v spomin na Poljsko medicinsko fakulteto je v Quadrangle stare medicinske fakultete na Teviot Place.
10. maja 1951 je bila Royal (Dick) Veterinary College, ki jo je leta 1823 ustanovil William Dick, preoblikovana v Royal (Dick) School of Veterinary Studies in uradno postala del univerze. Polnopravni status Veterinarske fakultete je pridobila leta 1964.
Do konca 1950-ih je letno maturiralo približno 7000 študentov, kar je več kot podvojilo število s preloma stoletja. Univerza se je tega delno lotila s prenovo trga George Square, pri čemer je porušila večino zgodovinskih hiš na tem območju in postavila sodobne zgradbe, kot so George Square 40, stolp Appleton in glavna knjižnica.
1. avgusta 1998 se je Pedagoški inštitut Moray House, ustanovljen leta 1848, združil z Univerzo v Edinburghu in postal njena Pedagoška fakulteta. Po notranjem prestrukturiranju univerze leta 2002 je Moray House postala znana kot Moray House School of Education. Avgusta 2019 se je preimenovala v Moray House School of Education and Sport.

### 21. stoletje
V 1990-ih je postalo očitno, da stare stavbe kraljeve bolnišnice v Edinburghu na Lauriston Placeu niso več primerne za sodobno učno bolnišnico. Donald Dewar, takratni škotski minister, je odobril skupni projekt med zasebnimi financami, lokalnimi oblastmi in univerzo za vzpostavitev sodobne bolnišnice in medicinskega kampusa v predelu Little France v Edinburgu. Novi kampus so poimenovali BioQuarter. Kanclerjevo stavbo je 12. avgusta 2002 odprl princ Filip, kjer je poleg nove kraljeve ambulante v Edinburgu nova edinburška medicinska šola. Leta 2007 je kampusu dodal Center Euan MacDonald kot raziskovalni center za bolezni motoričnega nevrona, ki sta ga delno financirala škotski podjetnik Euan MacDonald in njegov oče Donald. Avgusta 2010 je pisateljica J. K. Rowling zagotovila 10 milijonov funtov sredstev za ustanovitev Klinike za regenerativno nevrologijo Anne Rowling, ki je bila uradno odprta oktobra 2013. Center za regenerativno medicino (CRM) je raziskovalni center za matične celice, posvečen razvoju regenerativnih zdravljenj, ki je bil odprt leta 2012. CRM je tudi dom uporabnih znanstvenikov, ki sodelujejo s Škotsko nacionalno službo za transfuzijo krvi (SNBTS) in Roslin Cells.
Decembra 2002 je požar v Edinburghu Cowgate uničil številne univerzitetne stavbe, vključno s približno 3000 m² šole za informatiko na južnem mostu. To je nadomestil Informatični forum na trgu Bristo, dokončan julija 2008. Prav tako leta 2002 je bil na lokaciji Western General Hospital odprt Edinburški center za raziskave raka (ECRC). Leta 2007 je enota MRC za človeško genetiko sklenila partnerstvo s Centrom za genomsko in eksperimentalno medicino ter ECRC, da bi ustanovila Inštitut za genetiko in molekularno medicino (leta 2021 preimenovan v Inštitut za genetiko in rak) na istem mestu.
Aprila 2008 je Inštitut Roslin – živalski raziskovalni center, znan po kloniranju ovce Dolly – postal del Kraljeve (Dick) šole za veterinarske študije. Leta 2011 se je šola preselila v novo, 60 milijonov funtov vredno stavbo v kampusu Easter Bush, kjer so zdaj raziskovalne in učne ustanove ter bolnišnica za male in domače živali.
Visoka šola za umetnost v Edinburghu, ustanovljena leta 1760, se je 1. avgusta 2011 formalno združila z univerzitetno Šolo za umetnost, kulturo in okolje. Leta 2014 je bil ustanovljen Zhejiang University-University of Edinburgh Institute (ZJE) kot mednarodni skupni inštitut, ki ponuja diplome iz biomedicinskih znanosti, ki se poučujejo v angleščini. Kampus v Hainingu v provinci Zhejiang na Kitajskem je bil ustanovljen 15. marca 2016.
Univerza je leta 2016 začela gostiti Wikimedian in Residence. Rezidenca je bila leta 2019 preoblikovana v delovno mesto za polni delovni čas, pri čemer je Wikimedian vključen v dejavnosti poučevanja in učenja v okviru Wikiprojekta Univerze v Edinburgu.
Leta 2018 je bila Univerza v Edinburgu podpisnica 1,3 milijarde GBP vrednega dogovora o Edinburgu in mestni regiji jugovzhodne Škotske v sodelovanju z vlado Združenega kraljestva in Škotske, šestimi lokalnimi oblastmi ter vsemi univerzami in visokimi šolami v regiji. Univerza se je zavezala, da bo s pobudo Data-Driven Innovation zagotovila številne gospodarske koristi za regijo. V povezavi z Univerzo Heriot-Watt je posel ustvaril pet inovacijskih središč: Bayes Center, Edinburgh Futures Institute (EFI), Usher Institute, Easter Bush in še eno središče s sedežem v Heriot-Wattu, National Robotarium. Dogovor je vključeval tudi ustanovitev Edinburškega mednarodnega podatkovnega centra, ki izvaja visokohitrostno obdelavo podatkov v varnem okolju.
Septembra 2020 je univerza zaključila z delom na zdravstvenem centru Richarda Verneyja v svojem osrednjem kampusu na trgu Bristo. V objektu sta zdravstveni dom in lekarna ter univerzitetna invalidska in svetovalna služba. Največji trenutni projekt širitve univerze je preureditev nekaterih zgodovinskih stavb kraljeve bolnišnice v Edinburghu na Lauriston Placeu, ki je bila izpraznjena leta 2003 in delno preurejena v Quartermile. 120 milijonov funtov vredna prenova in razširitev bo zagotovila prostor za Edinburgh Futures Institute, interdisciplinarno središče, ki povezuje umetnost, humanistiko in družbene vede z drugimi disciplinami pri raziskovanju in poučevanju 'kompleksnih prihodnosti'.

## Zgodovinske povezave
Edinburg ima številne zgodovinske povezave z drugimi univerzami, predvsem prek svoje vplivne medicinske fakultete in njenih diplomantov, ki so ustanovili in razvili ustanove drugod po svetu.
- College of William & Mary: drugi najstarejši kolidž v ZDA je leta 1693 ustanovil diplomant iz Edinburga James Blair, ki je petdeset let služil kot ustanovni predsednik kolidža.[56]
- Univerza Columbia: svojo medicinsko šolo je ustanovil Samuel Bard, diplomant medicine iz Edinburga.
- Univerza Dalhousie: Edinburški alumni George Ramsay, 22. namestnik guvernerja Nove Škotske, je želel v Halifaxu ustanoviti nekonfesionalno fakulteto, odprto za vse. Šola je bila oblikovana po vzoru Univerze v Edinburghu, ki so jo študenti lahko obiskovali ne glede na vero ali narodnost.[57]
- Dartmouth College: svojo Medicinsko fakulteto je ustanovil Nathan Smith, alumni medicinske šole v Edinburghu.[58]
- Univerza Harvard: svojo medicinsko šolo so ustanovili trije kirurgi, eden od njih je bil Benjamin Waterhouse, alumni medicinske šole v Edinburgu.[59]
- Univerza McGill: imela je medicinsko fakulteto, ki so jo ustanovili štirje zdravniki, med katerimi sta bila tudi edinburška alumnija Andrew Fernando Holmes in John Stephenson.
- Univerza v Pennsylvaniji: svojo Medicinsko fakulteto je ustanovil edinburški diplomant John Morgan, ki jo je oblikoval po edinburški medicinski šoli.[60]
- Univerza Princeton: njen šesti predsednik John Witherspoon, diplomant teologije iz Edinburga, je reformiral akademski učni načrt in strukturo po vzoru Univerze v Edinburgu in drugih škotskih univerz.[61][62]
- Univerza v Sydneyju: leta 1850 jo je ustanovil sir Charles Nicholson, diplomant medicinske šole v Edinburgu.
- Univerza Yale: svojo Medicinsko fakulteto je soustanovil Nathan Smith, alumni medicinske fakultete v Edinburgu.

- Moderna arhitektura na Univerzi v Edinburgu
- Stolp Appleton
- Poslovna šola
- Center za regenerativno medicino
- Erskine Williamson Building, King's Buildings
- Informatika Forum, Šola informatike
- Inštitut Roslin
- Royal Infirmary of Edinburgh,  Medicinska fakulteta
- Kraljeva (Dick) šola za veterinarske študije